# Geschichtspolitik
Geschichtspolitik ist die aus politischen Gründen formulierte, d. h. parteiische Interpretation von Geschichte – verbunden mit dem Versuch, eine breite Öffentlichkeit von dieser Interpretation zu überzeugen, um politische Ziele zu erreichen. Der Begriff „Geschichtspolitik“ wurde 1986 vom Historiker Christian Meier während des Historikerstreits geprägt.

## Arten von Geschichtspolitik
Weil das geisteswissenschaftlich verstandene und interpretierte Geschichtsbild sich immer mit dem Betrachter verändert und weil das Selbstverständnis des Betrachters sich mit seinem Geschichtsbild verändert, hat es immer schon Versuche gegeben, Geschichte nicht nur zu verstehen und für sich in einen Sinnzusammenhang zu bringen (Erzählung, Geschichtsschreibung), sondern auch, dieses Selbstverständnis in seinem eigenen politischen Interesse zu verändern.
Diese bewusste Veränderung für politische Zwecke nennt man Geschichtspolitik.
Man kann folgende unterschiedliche Arten unterscheiden:
1. Geschichtsmanipulation (damnatio memoriae, Geschichtsfälschung, Geschichtsrevisionismus)
2. Mythologisierung zum Zwecke
  1. der Welterklärung (Schöpfungsgeschichte, Ursprungssagen etc.)
  2. der Selbstfindung bzw. Selbstverklärung („Ich bin stolz ein Deutscher/Pole/Türke/Japaner etc. zu sein“)
  3. der Selbstlegitimation eines Herrschers („König/Kaiser von Gottes Gnaden“)
3. Aufklären (zum Beispiel: Es gab Völkermord, Gesellschaften sind un/menschliche Ordnungen, nicht göttliche). Dazu ist auch der Versuch medialer Sensibilisierung für bestimmte historische Themen zum Zwecke einer historischen und politischen Meinungsbildung der Öffentlichkeit zu rechnen.
4. Versuch der Multiperspektivität (nicht political correctness der Geschichtsinterpretation, sondern der Versuch, fremde Geschichtsbilder zu verstehen)

## Beispiele
Naheliegenderweise werden die Beispiele zunächst hauptsächlich aus dem deutschsprachigen Raum gewählt. Doch gibt es in vielen Ländern Museen über den Zweiten Weltkrieg und ähnliche Themen, zum Beispiel in England das Imperial War Museum.

### Geschichtsmanipulation
Nicht selten finden sich Geschichtsdarstellungen, bei denen aus politischen Gründen von der historischen Wahrheit abgelenkt wird. Berühmte Beispiele für politische Geschichtsfälschung sind die Dolchstoßlegende und die Holocaustleugnung, wo Verantwortung von sich selbst abgeschoben wird. Umgekehrt versuchen die hier tätigen Akteure ihre Rolle zu glorifizieren.
Ähnliches trifft auch hinsichtlich der Problematik um die Euthanasie zu, wobei sich die Täter seitens des medizinischen Personals häufig in eine Opferrolle zu verlegen versuchten. Für die wirklichen Opfer in den so genannten Pflegeanstalten war in einer solchen Geschichtsbetrachtung kein Platz mehr. Erst seit den letzten Jahren des 20. Jahrhunderts besinnt man sich eines Anderen und versucht gezielt den Einzelschicksalen nachzugehen.

### Mythologisierung
Die Schildhornsage ist ein Teil des Gründungsmythos der Mark Brandenburg. Der Sieg über die Slawen behauptet die Überlegenheit der deutschen Neusiedler gegenüber den slawischen Einwohnern, rechtfertigt die Landnahme und begründet ein langfristiges Misstrauen gegenüber den slawischen Nachbarvölkern.

#### Welterklärung
In der Zeit des Nationalsozialismus hat man eine Rangordnung der Menschen aus ihrer angeblichen Rassenzugehörigkeit zu rechtfertigen gesucht (Sozialdarwinismus). Deshalb musste man die Rolle der Indogermanen und der Germanen aufwerten. Man wollte eine Rechtfertigung für Eroberungen in Osteuropa nach der Devise: Das „Volk ohne Raum“ braucht Lebensraum. Daher musste man die deutsche Ostsiedlung verherrlichen und die Italienpolitik der deutschen Könige im Sinne des mittelalterlichen Reichsgedankens (vgl. translatio imperii, Heiliges Römisches Reich Deutscher Nation) als verfehlt erklären. Demgegenüber wurde Heinrich I. gegenüber Otto I. aufgewertet. In Quedlinburg fanden zum Gedenken an Heinrich große SS-Feiern statt.

#### Selbstverständnis (Selbstfindung/Selbstverklärung)
Im 19. Jahrhundert war seit dem Ende der Befreiungskriege und dem Wiener Kongress seit Friedrich Carl von Savigny und Heinrich Friedrich Karl Freiherr vom Stein und auch Wilhelm von Humboldt die Geschichte zunehmend in den Blick politischer Interessen geraten. Dabei ging es um eine historisch fundierte Legitimation des deutschen Kaisertums mit Blick auf eine künftige Reichsgründung und damit der Überwindung der deutschen Kleinstaaterei, die sich dann 1870 vollzog. Das äußert sich in der bis heute bestehenden Gründung von Quelleneditionen zur Geschichte des deutschen Mittelalters Monumenta Germaniae Historica oder auch dessen Vorgeschichte. Auch die Begründung und Entwicklung der Geschichtswissenschaft als akademisches Lehrfach, das untrennbar mit den Namen von Leopold von Ranke und Heinrich von Sybel verbunden ist, wie auch die Begründung der alle Wissenschaftsbereiche durchziehenden Konzeption des Historismus, ist nicht ohne politische Implikation denkbar.
In der DDR versuchte man zunächst eine besondere Aufwertung der demokratischen und revolutionären Tradition mit besonderem Gedenken an Thomas Müntzer (zum Beispiel Mühlhausen/Thüringen als Thomas-Müntzer-Stadt oder das Bauernkriegspanorama von Werner Tübke in Bad Frankenhausen) unter dem offiziellen Titel: Frühbürgerliche Revolution in Deutschland. Im Zuge des Versuchs, eine spezielle DDR-Identität zu entwickeln, stellte man dann wieder nationale Traditionen heraus, die man an den mitteldeutschen Raum anknüpfen konnte. Das war vor allem die preußische Tradition. Das bedingte eine weniger kritische, fast wieder verherrlichende Sicht Friedrichs II. von Preußen.
Aber auch Martin Luther wurde gegenüber Müntzer aufgewertet, weil man sah, dass seine Leistungen für das nationale Selbstverständnis wegen der Schaffung des Frühneuhochdeutschen und der historischen Rolle der Reformation in Deutschland weit größer waren als die des gescheiterten Revolutionärs Müntzer.
Es gibt in Deutschland Darstellungen der Zeit des Zweiten Weltkrieges, die die Rolle der Deutschen als Opfer betonen. In diesem Zusammenhang sind auch die geschichtspolitischen Interventionen der Vertriebenenverbände (Siehe auch: Museen über den Zweiten Weltkrieg) zu sehen, so zum Beispiel die Bemühungen um ein Zentrum gegen Vertreibungen und die Agitation gegen die Beneš-Dekrete. Die Umsiedlung der östlichen deutschen Volksgruppen wird dabei abgekoppelt vom historischen Kontext gesehen und als letztes in der Reihe der „Verbrechen gegen die Menschlichkeit“ dargestellt.
Am 23. Februar 2005 wurde in Frankreich ein Gesetz erlassen, wonach Historiker die Kolonialgeschichte positiv darzustellen hätten. Besonders scharfe Kritik daran übt der französische Historiker Claude Liauzu. (Das Gesetz wurde später ohne Parlamentsdebatte wieder zurückgenommen).
Die Erinnerung an den Zweiten Weltkrieg spielte auch im Ostblock eine wichtige Rolle bei der Legitimierung der neuen Regime, die durch die Befreiung vom Nationalsozialismus entstanden waren. Dazu dienten viele Soldatendenkmäler in der Sowjetunion, in Osteuropa und auf dem Balkan. Diese Denkmäler wurden nach dem Fall der kommunistischen Regime zum Objekt der geschichtspolitischen Debatten in den neuen nationalen Staaten. Ein spezifischer Fall ist die Entwicklung in der Ukraine.

#### Selbstlegitimation
Die Rechtfertigung von Herrschaft als gottgegeben, als Stellvertretung Christi, heute noch für den Papst verwendet, ist für das gesamte Mittelalter bestimmend (auch im Absolutismus – etwa bei Bossuet – noch mitverwendet) heute freilich nicht mehr nachvollziehbar. Daneben findet sich aber früh schon die Rechtfertigung mit der eigenen Leistung, etwa im Tatenbericht des Augustus oder in der Formel „der erste Diener meines Staates“ des aufgeklärten Absolutismus.

### Aufklärung
Dem gegenüber stehen die Versuche, durch politische Geschichtspädagogik der Bevölkerung ein Gefühl der Verantwortung zu vermitteln. Dazu gehören die These von der deutschen Kollektivschuld an den Verbrechen aus der Zeit des Nationalsozialismus, die dann verändert wurde zum Verständnis, dass jeder einzelne eine individuelle Verantwortung für seine Taten hat, aber eine Kollektivverantwortung für den Umgang mit den Ergebnissen dieser Verbrechen besteht. Das äußert sich einerseits im Versuch der Vergangenheitsbewältigung oder bescheidener im Versuch, eine Erinnerungskultur an geschichtliche Ereignisse wach zu halten, die zu erinnern schwerfällt, weil es unangenehm ist.
Dazu gehören auch
- Gustav Heinemanns Reden und Initiativen zu den Freiheitsbewegungen in der deutschen Geschichte
- Richard von Weizsäckers: Rede zum 8. Mai 1985 („… das Geheimnis der Erlösung heißt Erinnerung“)
- Roman Herzogs Anregung, den 27.1., den Tag der Befreiung des Konzentrationslagers Auschwitz als Holocaustgedenktag (Memento vom 16. April 2008 im Internet Archive) zu begehen
- die mediale Aufbereitung historischer Themen, die freilich nicht selten ihrerseits etwas eindimensional gerät, zum Beispiel Darstellungen des Spiegels zum Dritten Reich
- das Verbot der Holocaustleugnung in § 130 des Strafgesetzbuches.

### Multiperspektivität
Die Tatsache, dass zu den Versuchen, Erinnerung zu sichern, viele Artikel in der Wikipedia zu finden sind, und dass ein multinationaler, vielsprachiger Versuch, Wissen zu sammeln, unternommen wird, lässt die Wikipedia als Träger von Geschichtspolitik im Sinne des Anstrebens von Multiperspektivität (vgl. Geschichtsbewusstsein – Relativitätsbewusstsein) begreifen.
Multiperspektivität ist ein Leitmotiv der Geschichtswerkstatt Europa. Sie wird zum einen durch internationale Projektteams erreicht, zum anderen auch durch das Zusammenbringen von verschiedenen Sichtweisen und Erfahrungen zu einem historischen Ereignis oder Erinnerungsort.
Ein staatliches Monopol über die Geschichtspolitik führt tendenziell zu einseitiger Geschichtserzählung, die zu einer Tabuisierung von schwierigen Geschichtsereignisse eines Landes führen und der Glaubwürdigkeit schaden kann.

## Zur Kritik der Systematisierung
Eine solche Systematisierung von Geschichtspolitik ist freilich auch etwas problematisch, weil viele geschichtspolitische Anstrengungen nicht eindeutig zuzuordnen sind. So dient etwa die Umbenennung von Städten, von Straßennamen etc. (zum Beispiel Sankt Petersburg / Leningrad, Chemnitz / Karl-Marx-Stadt) einerseits dem Versuch, ein besonderes Selbstverständnis durch Anknüpfen an eine bestimmte Tradition zu schaffen. Andererseits kann sie auch Züge einer damnatio memoriae tragen.
Dennoch wird man auf solche oder andere Unterscheidungen nicht verzichten können, damit deutlich wird, dass Geschichtspolitik nur im Ausnahmefall mit Geschichtsmanipulation zu tun hat.